# Kleefrijst

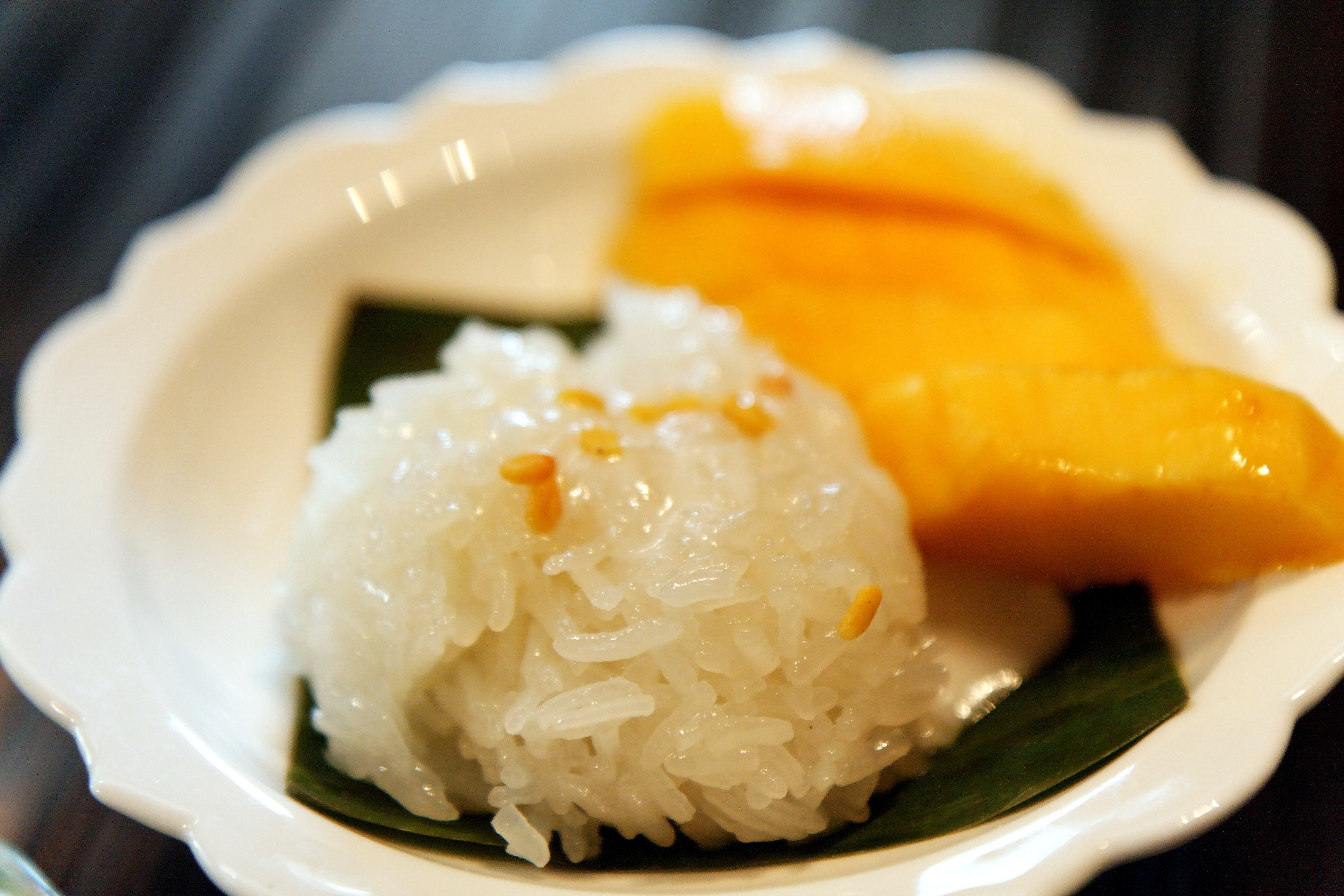
Mango met kleefrijst in Thailand

Kleefrijst (ketan) is een rijstsoort die relatief veel amylopectine bevat en relatief weinig amylose, de twee bestanddelen van zetmeel. Door de amylopectine kleeft de rijst na het garen.
Het garen wordt gedaan door middel van koken of stomen. De rijst wordt ongeveer 15 minuten gekookt in water in een verhouding van 1 kopje rijst op driekwart kopje water, of gestoomd, zoals gebruikelijk is in Thailand en Laos. Alvorens deze rijst te koken, moet hij 8 uur wellen.

## Gebruik

### Zuidoost-Azië
In de Aziatische keuken wordt kleefrijst veelvuldig gebruikt. In de Indische Indonesische keuken wordt deze vorm van rijst gebruikt als onderdeel van bijvoorbeeld gadogado. Ketan wordt gegaard in bananenblad of in een geperforeerd zakje en na het garen in blokjes gesneden en als onderdeel van een gerecht geserveerd. In Zuidoost-Aziatische landen als Laos, Thailand en Vietnam wordt kleefrijst vaak met de hand gegeten. Doordat de rijst kleeft, zijn er gemakkelijk bolletjes van te maken. Kleefrijst wordt er gegeten in combinatie met allerlei andere gerechten. Eerst moet er een bolletje rijst worden gemaakt, vervolgens neemt men met het bolletje in de hand iets anders wat op de tafel staat en brengt het naar de mond om het op te eten.
Witte ketan wordt veel gebruikt voor het maken van hartige hapjes, zoals lemper (Indonesische rolletje kleefrijst met vulling) of zoete lekkernijen, zoals ketan unti (Molukse halve bolletjes kleefrijst met een topping van geraspte zoete kokos met gula djawa) en wadjik (Indische kleefrijstpudding). De zwarte variant vindt veel toepassing in koekjes en zoete nagerechten in combinatie met palmsuiker en kokosmelk, zoals bubur ketan hitam (zwarte kleefrijstpap). 

### Japan
In Japan staat de kleefrijstkorrel bekend als mochigome (もち米), welke korte, ronde, opake rijstkorrels heeft. Het wordt gebruikt in traditionele gerechten zoals sekihan (rode rijst), okowa en ohagi. Een brei van geplette kleefrijstkorrels of mochiko (もち粉, een kleefrijstmeel van vermalen kleefrijstkorrels) wordt gebruikt om mochi (もち) te maken, een traditionele kleefrijstcake. Mochi wordt het hele jaar door gegeten, maar werd van origine gegeten tijdens het Japanse Nieuwjaar. Er bestaan veel verschillende variaties uit verschillende regio's, meestal op smaak gebracht met traditionele ingrediënten, zoals anko (rode azukibonenpasta), matcha (groene thee) en ingelegde sakura (kersenbloesem). mochiko (kleefrijstmeel) wordt ook gebruikt om dango te maken, kleefrijstballetjes op een stokje.

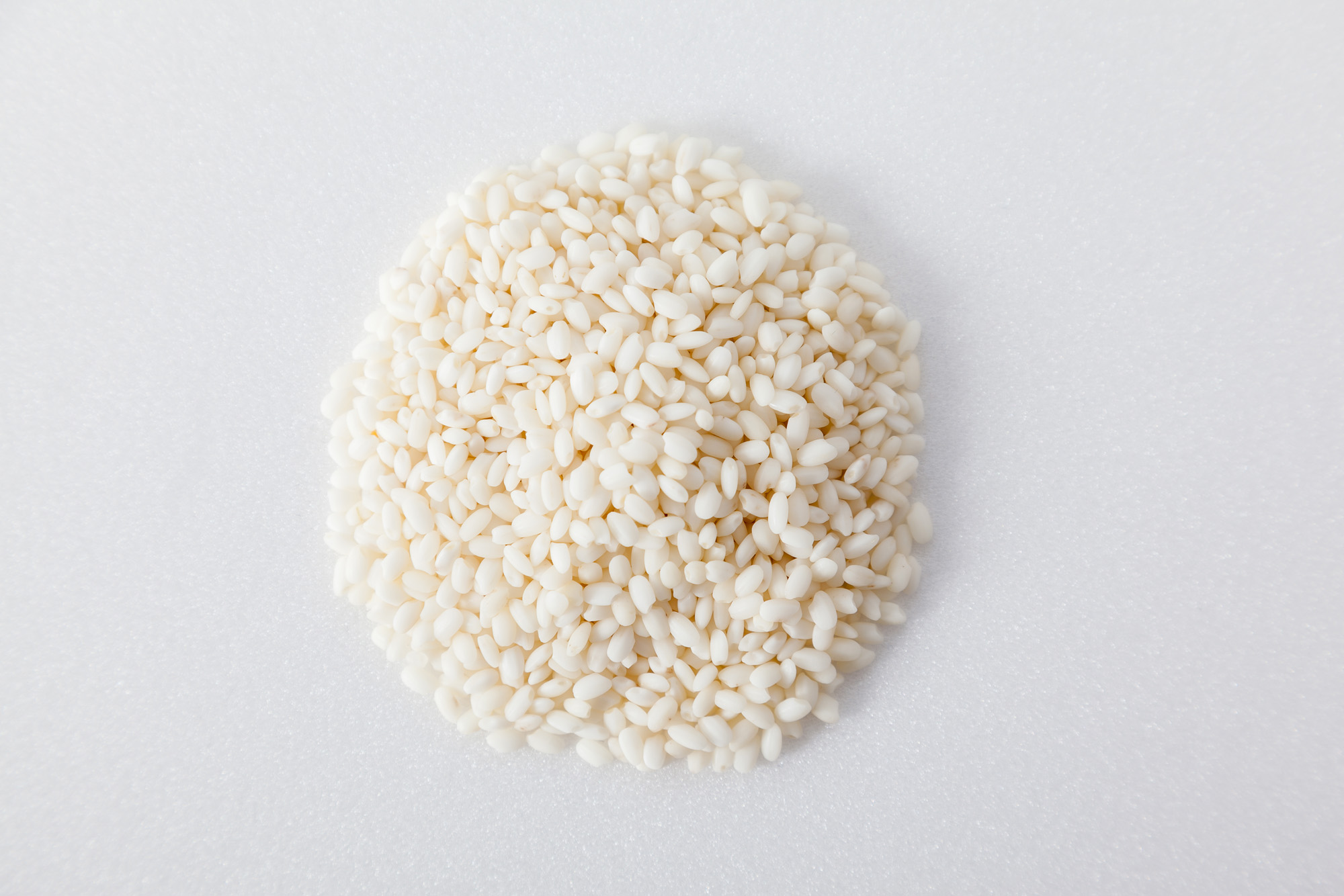
Japanse korte rijstkorrels
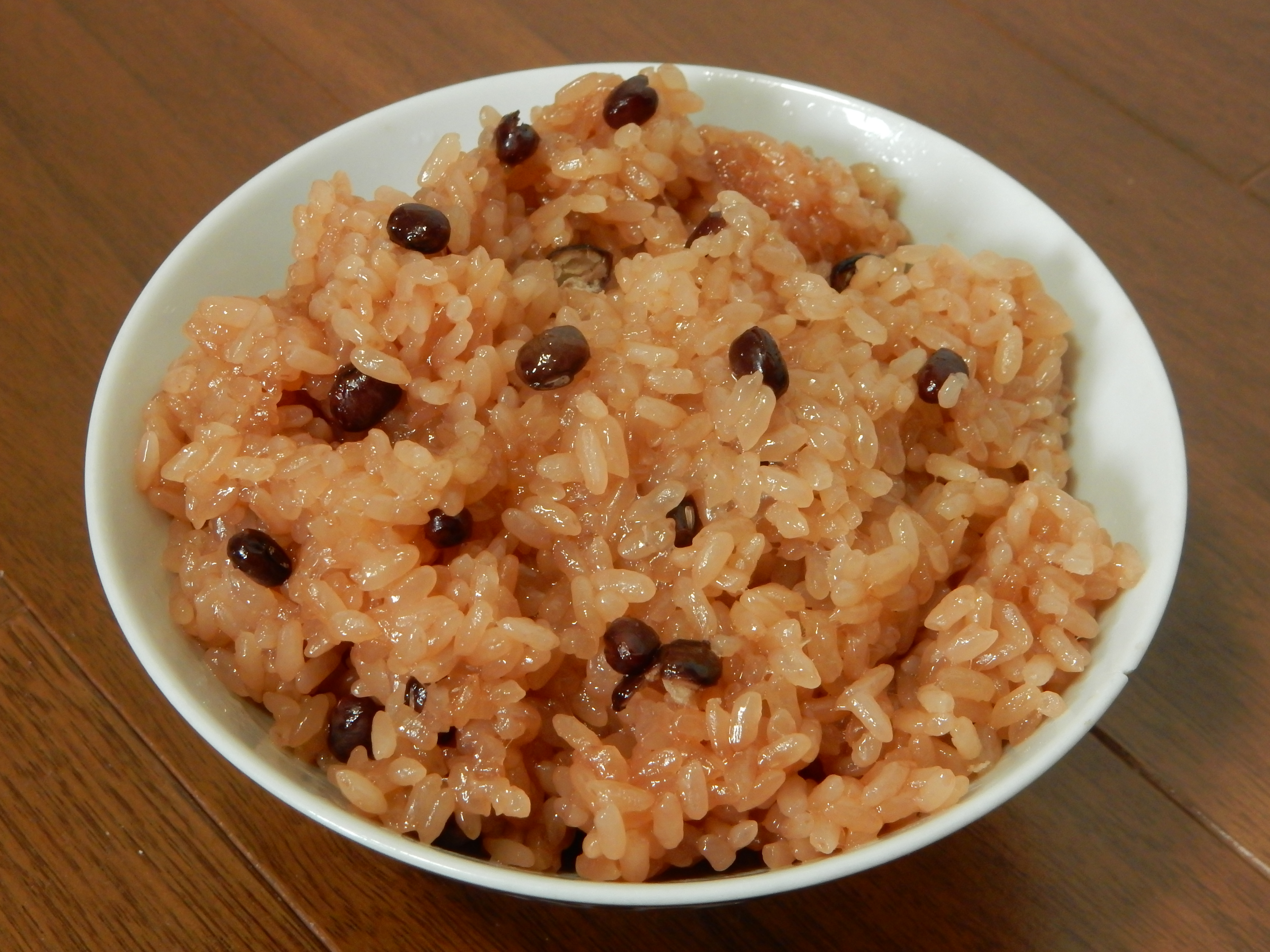
Sekihan, kleefrijst met rode azukibonen
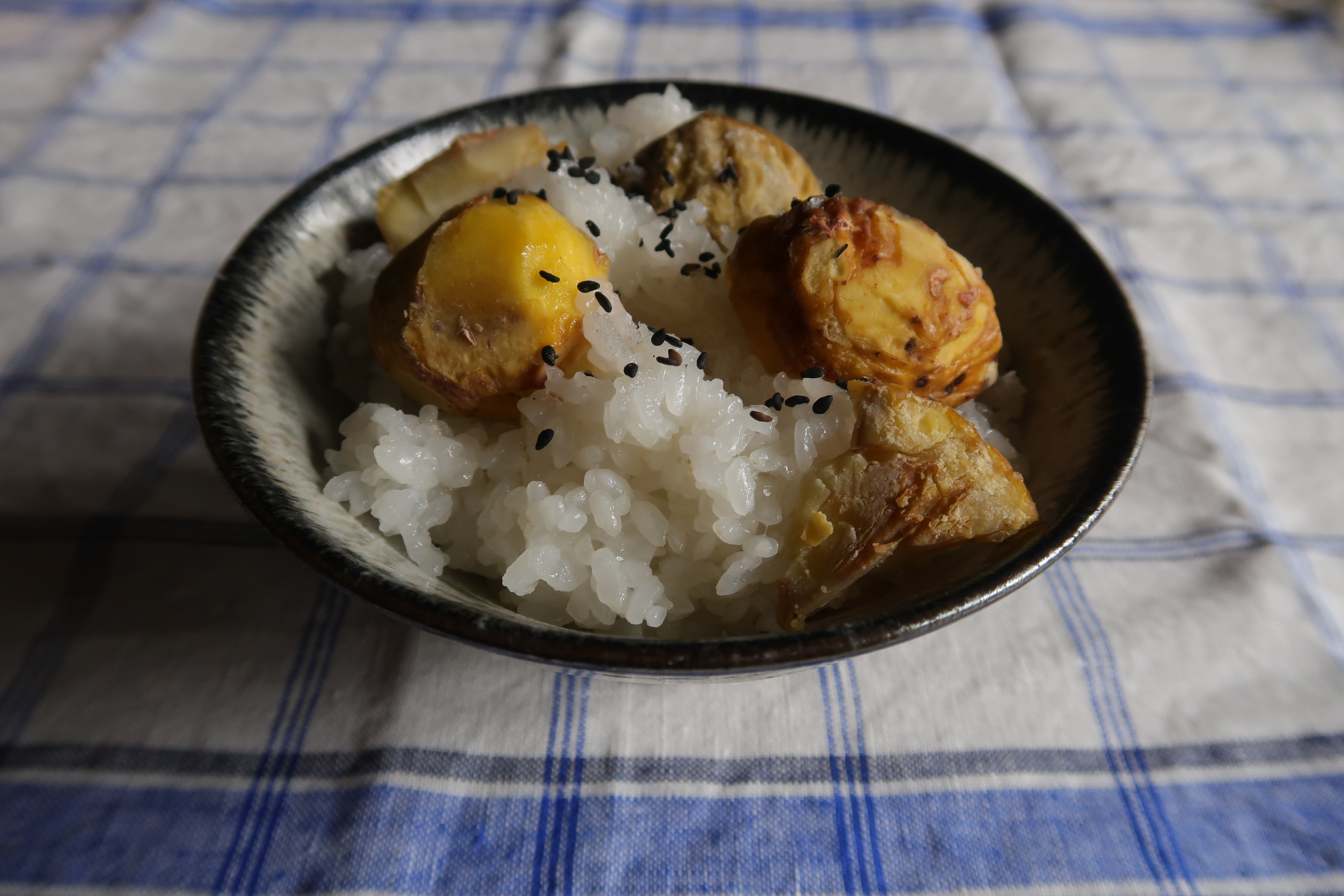
Okowa（おこわ), gestoomde kleefrijst geserveerd met groenten of vlees
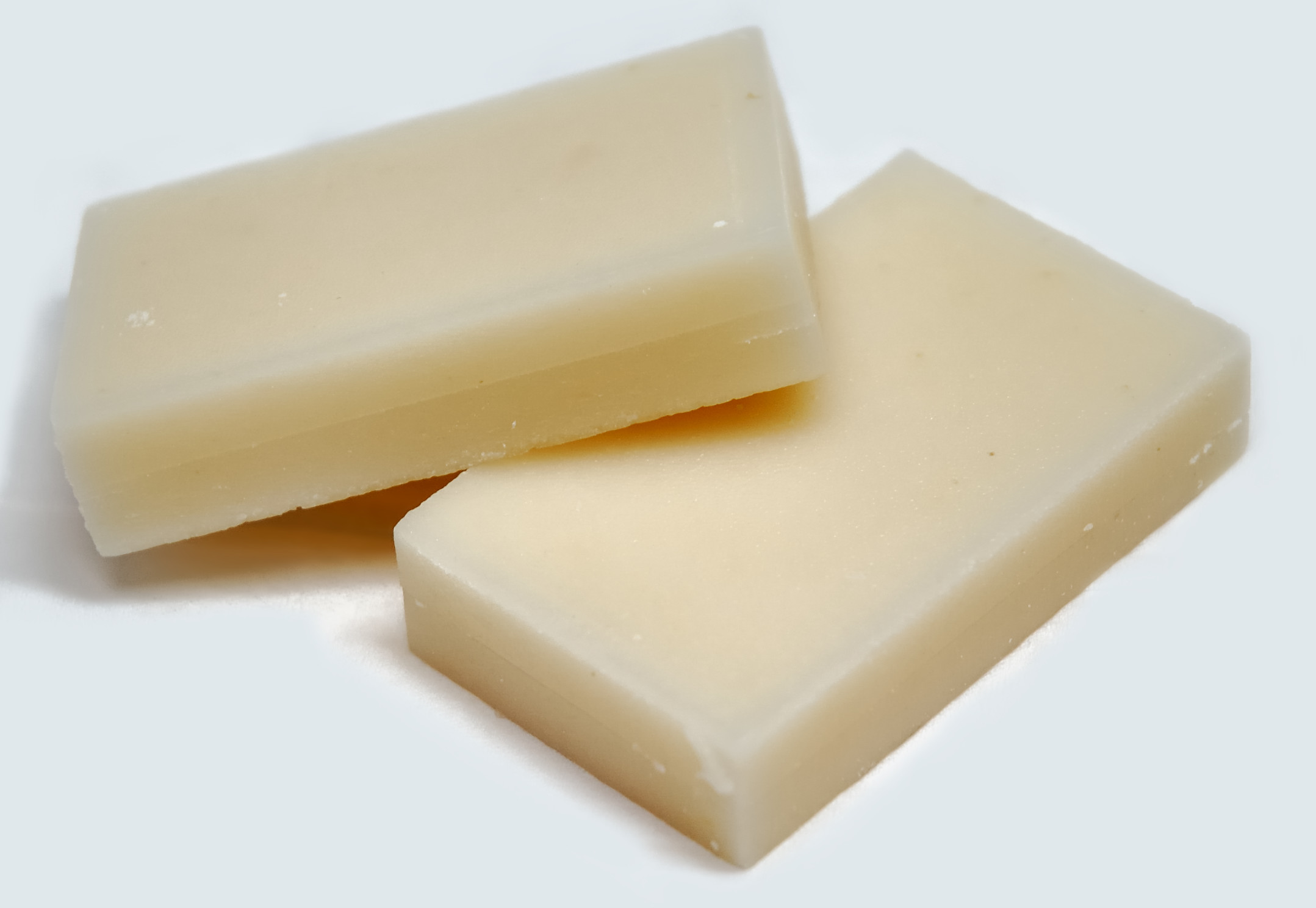
Ongezoete en niet gevulde mochi
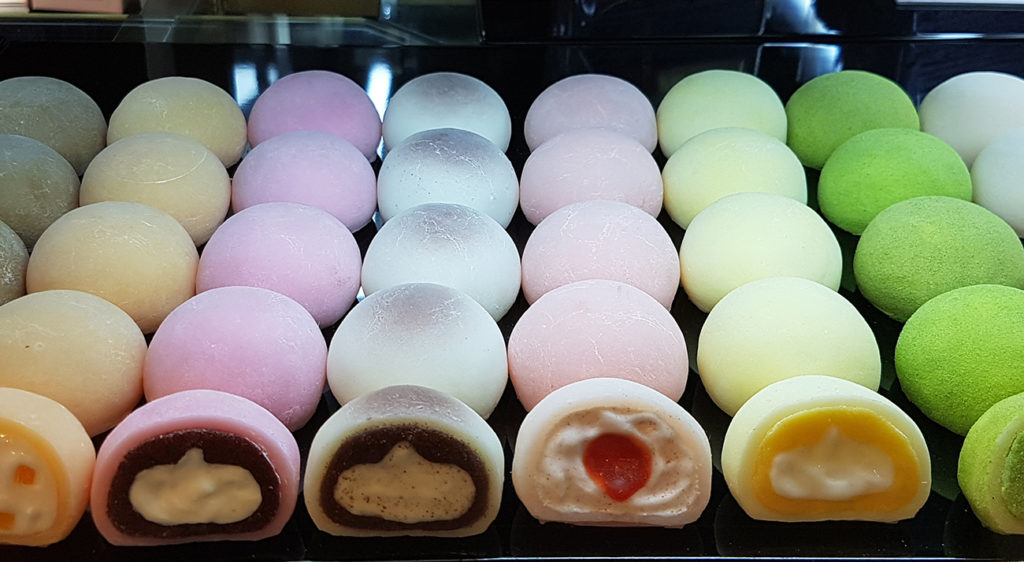
Gevulde mochi -balletjes, bekend als daifuku
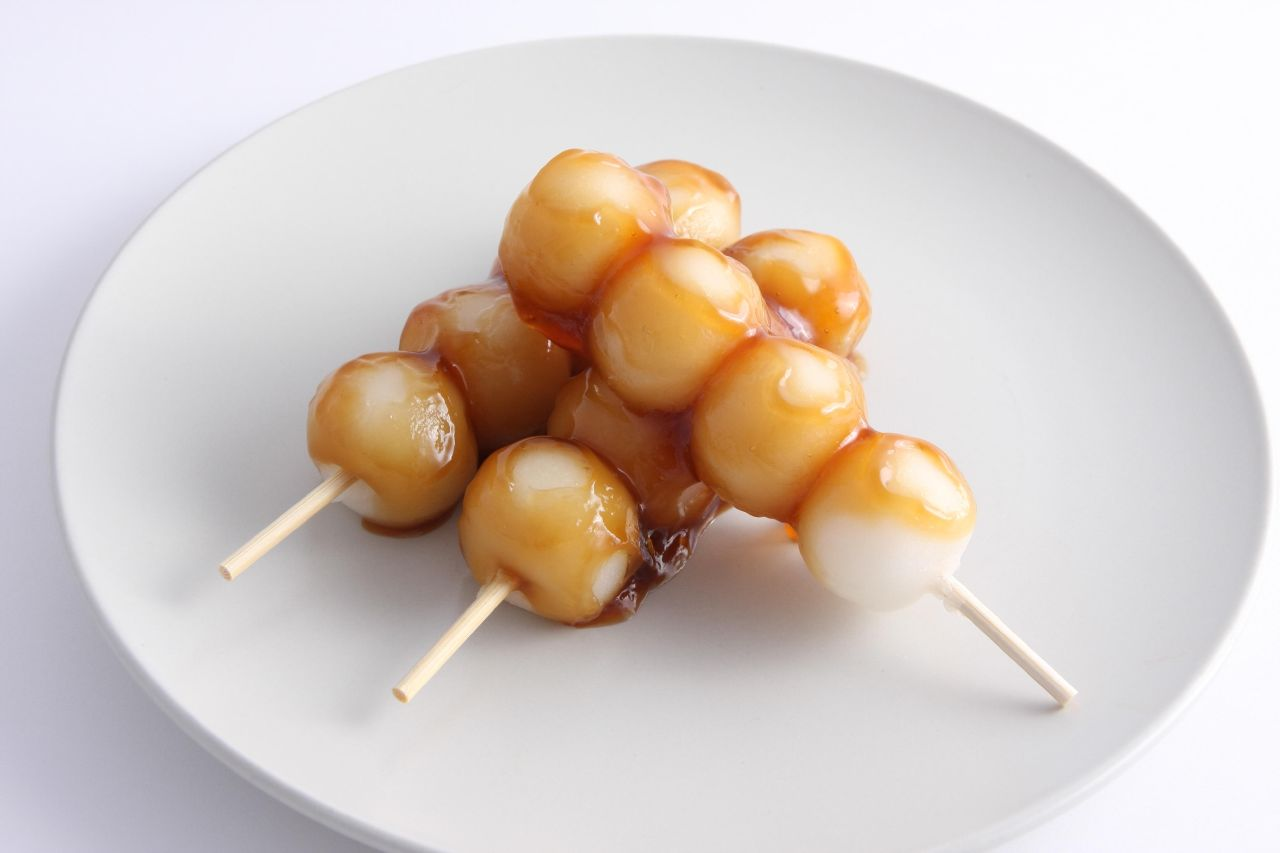
Mitarashi dango met een topping van mitarashi (sojasaus)